# Idioma urarina
El urarina o urariña (también shimaku, itukali o arucuaya) es una lengua aislada de la Amazonía peruana hablada por menos de 3.000 personas del pueblo urarina, de la Provincia de Loreto.

## Descripción lingüística

### Fonología
El inventario de vocales del urarina viene dado por:
|         | Anteriores | Centrales | Posteriores |
| ------- | ---------- | --------- | ----------- |
| Cerrada | i /i/      | ʉ /ʉ/     | u /u/       |
| Media   | e /e/      |           |             |
| Abierta |            | a /a/     |             |

Mientras que el inventario consonántico viene dado por:.
|            |              | Bilabiales | Dentales | Retrofl. | Palatales | Velares | Glotales |
| ---------- | ------------ | ---------- | -------- | -------- | --------- | ------- | -------- |
| Oclusivas  | Sordas       |            | t /t/    |          |           | k /k/   |          |
| Oclusivas  | Sonoras      | b /b/      | d /d/    |          |           |         |          |
| Oclusivas  | Labializada  |            |          |          |           | kw /kʷ/ |          |
| Fricativas | Sordas       |            | s /s/    |          | sh /ʃ/    |         | h /h/    |
| Fricativas | Labializada  | fw /fʷ/    |          |          |           |         |          |
| Fricativas | Palatalizada |            |          |          | hj /hʲ/   |         |          |
| Africadas  | Africadas    |            |          |          | ts /t͡ɕ/   |         |          |
| Nasales    | Nasales      | m /m/      | n /n/    |          | ng /ɲ/    |         |          |
| Líquidas   | Líquidas     |            | l /l/    | r /ɽ/    |           |         |          |

### Gramática
El urarina presenta un orden de constituyentes OSV que tipológicamente es poco frecuente, siendo la única lengua del Norte de Perú que parece exhibir dicho orden.
Dentro de los sintagmas nominales los adjetivos, que son verbos estativos de hecho, siguen al nombre que hace de núcleo sintáctico:
(1a) akai helaherĩ 'agua fría'
(1b) akai aharotĩ 'agua caliente
Sin embargo, los pronombres posesivos y los demostrativos preceden al nombre como los siguientes ejemplos:
(2a) ī kirā 'tu nombre'
(2b) ī lureri 'tu casa'